# Önningebykolonien
Önningebykolonien var en kunstnerkoloni som var aktiv i Önningeby i Jomala på Åland mellem 1886 og 1914. Kolonien kan beskrives som et svensk-finsk svar på kunstnerkolonien i Skagen i Danmark.

## Historik
Önningebykoloniens grundlægger og centrale figur var den finske landskabsmaler Victor Westerholm, som kom til Åland i 1880 og anskaffede sig en sommerbolig, Tomtebo ved Lemströms kanal, tæt ved landsbyen Önningeby. I 1886 indbød han kollegaen Fredrik Ahlstedt til Åland, og andre finske og svenske kunstnere fulgte umiddelbart efter, herunder J.A.G. Acke, Edvard Westman og Hanna Rönnberg.
De første seks år i kunstnerkolonien var de mest aktive, med fester, maskerader og ekskursioner ud til den åländske skærgård. Fælles for malerne var at de malede plein air med inspiration fra Paris og Skagen. Visse af malerne, som fx den akademisk skolede Westerholm, var inspireret af impressionisme, og Westerholms impressionistiske malerier med motiver fra Önningeby blev mødt af kraftig kritik, da de blev udstillet i Helsingfors i 1882. Westman og Rönnberg orienterede sig dog så siden i højere grad mod kunstnerkolonien i Skagen og J.A.G. Ackes besøg på Åland blev ligeledes færre. Første verdenskrigs udbrud blev endeligt afslutningen på kolonien. Hanna Rönnberg har i 1938 samlet sine erindringer fra tiden i bogen Konstnärskolonien på Åland.
I 1992 åbnede Önningebymuseet, som har en anselig samling af kunstnerkoloniens malerier.

## Kunstnere forbundet med Önningebykolonien
- J.A.G. Acke (1859-1924) Sverige
- Eva Acke (f. Topelius) (1855-1929) Finland, Sverige efter 1891
- Fredrik Ahlstedt (1839-1901) Finland
- Nina Ahlstedt (1853-1907) Finland
- Elin Danielson-Gambogi (1861-1919) Finland
- Ellen Favorin (1853-1919) Finland
- Aleksander Federley (1865-1932) Finland
- Raffaello Gambogi (1874-1943) Italien
- Ida Gisiko-Spärck (1859-1940) Sverige
- Amélie Lundahl (1850-1914) Finland
- Elias Muukka (1853-1938) Finland
- Elin Alfhild Nordlund (1861-1941) Finland
- Hanna Rönnberg (1862-1946) Finland
- Helmi Søstrand (1865-1950) Finland, senare Sverige
- Nikolai Triik (1884–1940), Estland
- Friedebert Tuglas (1886–1971), estisk forfatter
- Dora Wahlroos (1870-1947) Finland
- Anna Wengberg (1865-1936) Sverige
- Victor Westerholm (1860-1919) Finland
- Edvard Westman (1865-1917) Sverige

## Værker fra kunstnerkolonien
- Kor i björkskog, Victor Westerholm, 1886
- Grinden, Nina Ahlstedt, 1886
- Sommar. Ved en vik..., Fredrik Ahlstedt, 1887
- Uthus på Övre Knapans, Elias Muukka, 1888
- Natt i Önningeby, 1888
- Bryggan vid Tomtebo, Elin Danielson
- Strandlandskap, Edvard Westman
- Lilla Holmen, Ellen Favorin, 1889
- Främsnabba, Elin Afhild Nordlund, 1890
- Kyrkogatan, Anna Wengberg, 1893
- Shorescape, Hanna Rönnberg, 1890
- Onningeby Mars 1892, Edvard Westman
- The Lake, Amélie Lundahl
- Geta Bergen, Ellen Favorin, 1899